# Gitzelsmolen
De Sint-Petrus of Gitzelsmolen is een korenmolen aan de Sportlaan in Venray, in de Nederlandse provincie Limburg. De bouw van deze beltmolen werd in opdracht van Johannes Hubertus Gitzels in 1855 gestart. De molen was voltooid op 29 juni 1856, de feestdag van de apostelen Petrus en Paulus. Hieraan ontleent de molen zijn naam.
De molen heeft onder andere als moutmolen gewerkt voor lokale brouwerijen. De molen bleef tot 1932 eigendom van de familie Gitzels. In 1938 werd de molen ingrijpend verbeterd, maar een storm blies reeds in november 1940 de kap van de molen. In juli 1941 was de Sint-Petrus hersteld. Een gedenksteen boven de poort herinnert hier nog aan.
Na de Tweede Wereldoorlog, die de molen redelijk doorstond, raakte de Sint-Petrus langzaam in verval. In 1963/4 is hij met steun van de Vereniging De Hollandsche Molen gerestaureerd.
Het gevlucht van de molen bedraagt 24,5 meter; het is voorzien van het Systeem van Bussel op beide roeden. De molen is ingericht met 1 koppel 16der kunststenen. De Sint-Petrus is particulier eigendom en is te bezichtigen wanneer deze draait.